# Phrudocentra lucens
Phrudocentra lucens är en fjärilsart som beskrevs av W. Warren 1907. Phrudocentra lucens ingår i släktet Phrudocentra och familjen mätare. Inga underarter finns listade i Catalogue of Life.